# Олески замък
Олеският замък (на украински: Оле́ський за́мок; на полски: Zamek w Olesku) е паметник на архитектурата от XIV-XVII век, който се намира в близост до село Олеско, Буски район на Лвовска област, Украйна. Известен е с това, че тук е роден кралят на Жечпосполита Ян III Собиески.

## История
Първото селище близо до бъдещия замък съществува през 700 – 600 г. пр.н.е. През X – XII век под самия хълм има древноруско селище.
Олеският замък е една от най-старите съществуващи сгради в Галиция. Построен е на кръстопътя на стари търговски пътища от Влашко и Унгария до Волиния и е служил като ключ към тази земя. Изследванията на основите му показват, че е построен непосредствено от камък, на негово място не е съществувала дървена крепост. Стените му са били високи около 10 метра и дебели 2,5 метра.
Кога е започнало строителството на замъка, не е точно известно. Възможно е то да е започнало скоро след опустошаването на древноруския град Плеснеск от монголо-татарите през 1241 г. Според данни на изследователи от XIX век, непотвърдени от съвременната изученост на източниците, замъкът се споменава за първи път през 1327 г.; от това те са стигнали до извода, че е построен от един от синовете на галицко-волинския княз Юрий Лвович – Андрей или Лев.
Първото надеждно споменаване на самия замък датира от 1390 г., когато папа Бонифаций IX със своя була подарява на галицкия католически архиепископ Олеския замък и крепостта Тустан.
Следващите надеждни писмени свидетелства датират от 1431 година. Тогава руските феодали на Олеската земя застанават на страната на литовския принц Свидригайло и вдигат бунт срещу полско-литовския крал Владислав Ягело. Защитата на замъка е водена от Ивашко Преслужич от Рогатин. През 1432 г. войските на краля го завладяват.
През 1441 г. полският крал Владислав III Варненчик прехвърля замъка и цялата Олеска земя на Ян от Сена – за защита на руските земи от татарите. Големи татарски орди преминават през района и се приближават до замъка през 1442, 1453, 1507, 1512, 1519, 1575 и 1629 година. През 1519 г. в битката с татарите край Сокал умира владетелят му, Фридерик Хербурт, а друг негов собственик, Станислав Данилович, умира в татарски плен през 1636 година.
През 1481 г. Петър Олески (син на Ян от Сена) построява църква в близост до замъка. През 1546 г. е извършена демаркация на границите между Великото Литовско княжество и кралство Полша. От документите на демаркацията е известно, че Олеската земя включва съвременния Бродовски район, както и част от Буския район на Лвовска област и Лопатинския район на Тернополска област.
В началото на 17 век Михаил Хмел, бащата на Богдан Хмелницки, служи в двора на руския магнат Иван Данилович, който притежава замъка.
На 17 август 1629 г., по време на набег на кримски татари в околностите и силна гръмотевична буря, дъщерята на Иван Данилович ражда в една от стаите му бъдещия крал на Жечпосполита – Ян III Собиески.
През 1646 г. Олеско е превзето от войските на Богдан Хмелницки, а неговите съюзници, кримските татари, разрушават града и замъка.
През 1682 г. Ян Собиески го купува и от 1684 г. в него се извършват реставрации и ремонти, устроен е околният парк.
През 1711 г., по време на войната между претендентите за полския престол, тук са разквартирувани руски войски.
През 1739 г. волинският воевода Северин Ржевуски започва строежа на капуцинския манастир „Свети Антоний“ близо до замъка на Олеско.
През 1806 и 1836 г. сградата преживява големи пожари, през 1838 г. – голямо земетресение и изпада в пълен упадък. Още през 1820 г. полският писател Юлиан Немцевич (който по-късно описва замъка в своите произведения) пише: „Замъкът е занемарен... стаята, в която е роден Собиески, е напълно разрушена, пълна с боклуци“. През 1891 г. отново започват възстановителни работи, а през 1898 г. в реставрираната част на сградата е открито женско земеделско училище.
През 1939 г. са затворени земеделското училище и капуцинският манастир, чиято сграда се намира в подножието на хълма. В самия замък от октомври 1939 г. до средата на 1940 г. има лагер за полски военнопленници. През годините на Втората световна война германците устройват складове в сградата.
През 1951 г. в замъка се случва последният голям пожар. От 1965 г. в руините му работят служители на Лвовската художествена галерия, а на 21 декември 1975 г. там е открит неин клон.

## Владетели
- Дарение от 1390 г. предоставя документални доказателства, че един от първите собственици на замъка е католическата църква.
- 1441 – 1511 – Родът на Ян от Сена (род Олески). През 1511 г. замъкът е разделен на две части.
- 1511 – 1580 г. лявата част принадлежи на Каменецки, през 1580 – 1605 г. на Жолкевски; 1511 – 1557 г. дясната страна – на рода Хербурт, от 1557 г. на рода Данилович.
- 1605 – 1647 г. целият замък принадлежи на рода Данилович.
- 1647 – 1682 г. собственици са Конецполски.
- През 1682 г. полският крал Ян Собиески купува замъка, който е притежаван от рода му до 1719 г.
- От 1719 г. (според други източници – от 1725 г.) до 1796 г. замъкът на Олеско е собственост на Ржевуски.
- 1796 – 1824 – собственост на Зелински.
- 1824 – 1882 г. – собственост на рода Литински.
- През 1882 г. замъкът е закупен от властите на Австро-Унгарското кралство Галиция и Лодомерия.

## Архитектура
Замъкът има овална форма по план и е разположен на естествен хълм с височина около 50 метра. Строителството му преминава през три периода: 1) края на XIII – началото на XIV век, създаване на староруската крепостна стена; 2) XV – началото на XVI век, изграждане на двуетажно съоръжение между стените; 3) края на 16 – началото на 17 век, разширяване на помещенията.
В Средновековието първата линия на отбраната му е билапалисадата, втората линия – земен вал с палисада и ров, третата линия е самият замък с мощна кула на портата. В началото на 17 век замъкът придобива облика на жилищна сграда с черти от италианския ренесансов стил.
През 1892 г. стените на източната страна на замъка са подсилени с контрафорси. През 30-те години са извършени частични реставрационни дейности. През 1961 г. Лвовските реставрационни работилници започват да възстановяват сградата. Замъкът възвръща облика, който е имал през 17 век, а по-ранните интериори на долния етаж са пресъздадени в съответствие с времената на създаването им.

## Музей
В Олеския замък от 1975 година се намира експозиция на Лвовската художествена галерия. Тя включва произведения на изкуството от 13 – 19 век: живопис, скулптура, икони.
Сред картините се открояват батални платна от историята на Жечпосполита: „Битката при Клушино“, нарисувана по поръчка на хетман Станислав Жолкевски (1620 г., от лвовският художник, арменецът Симеон Богушович), и три картини, поръчани от крал Ян Собиески – „Битката при Хотин“ (рисувана в периода 1674 – 1679 г. от холандеца Фердинанд ван Кесел и полският художник от Гданск Андрю Стах), „Битката при Виена“ (завършена през 1692 г., автор – италианският художник от немски произход Мартино Алтомонте) и „Битката при Паркана“ (също от него).
В музея-резерват „Олески замък“ се помещава и най-голямата колекция от обемни дървени скулптури от 14 – 19 век в Украйна; в основата на колекцията е работата на лвовската скулптурна школа от 18 век. По това време в Лвов са работили около седемдесет майстори, сред които най-известни са Йохан Георг Пинцел, Томаш Гутер, Конрад Кутшенрайтер, Юрий Маркварт, Себастиан Фесингер. Характерни черти на школата от този период са експресията, динамиката, кристалното моделиране на облеклото.
Колекциите на фондовете на музея, архивите и реставрационните работилници се намират в бившия капуцински манастир.

## Парк
Около Олеския през 17 век е устроен парк, в който растат различни храсти и редки растения за местния климат като цитрусови, кипариси и олеандри. Собствениците на замъка, крал Ян Собиески и волинския воевода Северин Ржевуски, украсяват парка със скулптури и фонтани.
В днешно време музей-резерват е с площ от 13 хектара, върху която паркът е пресъздаден от 70-те години на 20 век на предишното си място, има следи от стари пътеки, засадени са дървета и храсти, възстановена е овощната градина. Водоемите на парка се пълнят с течаща вода от река Либертия. На една от терасите на парка има изложба на каменни скулптури.

## Замъкът в киното
Олескят замък е използван като място за филмови снимки за няколко филма. Филмовото студио „А. Довженко“ заснема тук епизоди за филма „Овод“ (режисьор Н. Машченко), „На стръмното“ (1985), „Казаците идват“ (1991), „Време за събиране на камъни“ (1995).
Филмовото студио „Беларусфилм“ заснема сцени за филмите „Пастир Янко“, „Ловът на крал Стах“ и „Кралица Бона“ в замъка, а Одеската киностудия – епизоди за „Д'Артанян и тримата мускетари“. Последният епизод на полския филм „С огън и меч“ и епизод от полския филм „Потопът“ също са заснети тук.

## Достъп
Олеският замък се намира в покрайнините на село Олеско, през който минава международния път Киев – западна граница на Украйна. Можете да се стигне с микробус по линията Лвов – Броди, който тръгва от Автогара № 2 в Лвов. На 6 километра от замъка се намира станцията Ожидов-Олеско, където спират крайградски електрически влакове, идващи от крайградската жп гара Лвов в посока Броди.